# Кокиль (блюдо)

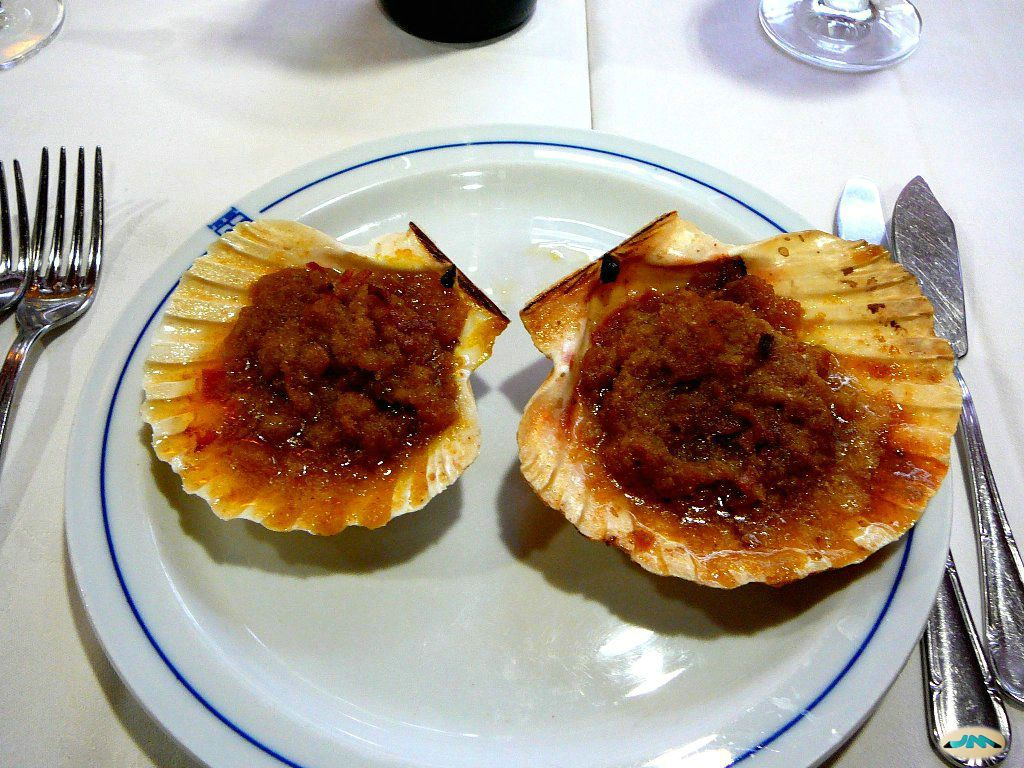
Кокиль из морских гребешков по-галисийски

Кокиль (фр. coquille — «раковина», «скорлупа») — общее наименование кулинарных блюд, запеченных в створке морской раковины, натуральной, керамической или металлической кокильнице. Напоминает жюльен. Раковина или кокильница используется для быстрых порционных блюд, которые подаются в качестве горячей закуски.
Таким образом готовят рыбу, телятину. Среди других ингредиентов при запекании в кокильнице используются грибы, крабы, мидии, картофельное пюре. Основные ингредиенты обычно готовят до полуготовности: отваривают, тушат. Перед запеканием содержимое формочки можно полить сливочным маслом, молочным соусом, соусом бешамель, посыпать панировочными сухарями.
По ресторанному этикету рыбу, запечённую в кокильнице, подают в ней же, поставив на тарелку с бумажной салфеткой. Блюдо едят прямо из кокильниц закусочной вилкой.